# Phylocentropus vietnamellus
Phylocentropus vietnamellus är en nattsländeart som beskrevs av Wolfram Mey 1995. Phylocentropus vietnamellus ingår i släktet Phylocentropus och familjen Dipseudopsidae. Inga underarter finns listade i Catalogue of Life.